# Pearl Jam Twenty (álbum)
Pearl Jam Twenty (también conocido como PJ20) es un álbum recopilatorio en vivo de la banda estadounidense de rock alternativo Pearl Jam y es la banda sonora de la película del mismo nombre. Fue lanzado el 19 de septiembre en Europa y el 20 de septiembre en los Estados Unidos.

## Lista de canciones
Disco uno
| N.º   | Título | Duración |  |
| 1.    | «Release» (En vivo en Verona, Italia, 16 de septiembre de 2006)                                            | 4:46     |  |
| 2.    | «Alive» (En vivo en Seattle, Washington, 22 de diciembre de 1990)                                          | 4:47     |  |
| 3.    | «Garden» (En vivo en Albani Bar Of Music, Winterthur, Suiza, 19 de febrero de 1992)                        | 6:08     |  |
| 4.    | «Why Go» (En vivo en Hamburgo, Alemania, 10 de marzo de 1992)                                              | 3:22     |  |
| 5.    | «Black» (MTV Unplugged en New York, 16 de marzo de 1992)                                                   | 5:39     |  |
| 6.    | «Blood» (En vivo en Auckland, Nueva Zelanda, 25 de marzo de 1995)                                          | 3:15     |  |
| 7.    | «Last Exit» (En vivo en Taipéi, Taiwán, 24 de febrero de 1995)                                             | 2:46     |  |
| 8.    | «Not for You» (En vivo en Manila, Filipinas, 26 de febrero de 1995)                                        | 6:19     |  |
| 9.    | «Do the Evolution» (Monkeywrench Radio, Seattle, 31 de enero de 1998)                                      | 3:42     |  |
| 10.   | «Thumbing My Way» (Toma 2, Seattle, 6 de septiembre de 2002)                                               | 4:22     |  |
| 11.   | «Chloe Dancer/Crown of Thorns» (En vivo en Las Vegas, Nevada, 22 de octubre de 2000)                       | 6:45     |  |
| 12.   | «Let Me Sleep (Christmas Time)» (En vivo en Verona, Italia, 16 de septiembre de 2006)                      | 2:15     |  |
| 13.   | «Walk with Me» (En vivo con Neil Young, Mountain View, California, 23 de octubre de 2010)                  | 4:10     |  |
| 14.   | «Just Breathe» (En vivo en el 30 Rock, Studio 8H - Saturday Night Live en Nueva York, 13 de marzo de 2010) | 3:39     |  |
| 62:06 | |          |  |

Disco dos
| N.º   | Título                                                                       | Duración |  |
| 1.    | «Say Hello 2 Heaven» (Demo de Temple of the Dog, 1990)                       | 7:04     |  |
| 2.    | «Times of Trouble» (demo, 1990)                                              | 4:13     |  |
| 3.    | «Acoustic #1» (demo, 1991)                                                   | 2:49     |  |
| 4.    | «It Ain’t Like That» (Cover de Alice In Chains, demo, 1990)                  | 1:27     |  |
| 5.    | «Need to Know» (Demo de Matt Cameron, 2007)                                  | 1:52     |  |
| 6.    | «Be Like Wind» (Pista de Mike McCready, 2010)                                | 1:53     |  |
| 7.    | «Given to Fly» (Acústica instrumental de Mike McCready, 29 de julio de 2010) | 2:42     |  |
| 8.    | «Nothing as It Seems» (Demo de Jeff Ament, Montana, 1999)                    | 4:41     |  |
| 9.    | «Nothing as It Seems» (En vivo en Seattle, 22 de octubre de 2001)            | 5:42     |  |
| 10.   | «Indifference» (En vivo en Bologna, Italia, 14 de septiembre de 2006)        | 5:02     |  |
| 11.   | «Of the Girl» (instrumental, 2000)                                           | 5:06     |  |
| 12.   | «Faithfull» (Prueba de audio en Pistoia, Italia, 20 de septiembre de 2006)   | 4:26     |  |
| 13.   | «Bu$hleaguer» (En vivo en Uniondale, 30 de abril de 2003)                    | 4:49     |  |
| 14.   | «Better Man» (En vivo en Nueva York, 21 de mayo de 2010)                     | 6:49     |  |
| 15.   | «Rearviewmirror» (En vivo en Universal City, 1 de octubre de 2009)           | 7:12     |  |
| 66:00 |                                                                              |          |  |

## Posiciones en listas
| Lista (2011)                      | Mejor posición |
| --------------------------------- | -------------- |
| Australia (ARIA)                  | 14             |
| Austria (Ö3 Austria)              | 48             |
| Bélgica (Ultratop flamenca)       | 26             |
| Bélgica (Ultratop valona)         | 33             |
| Croacia (IFPI)                    | 18             |
| República Checa (ČNS IFPI)        | 45             |
| Dinamarca (Hitlisten)             | 37             |
| Países Bajos (Album Top 100)      | 12             |
| Francia (SNEP)                    | 140            |
| Alemania (Offizielle Top 100)     | 37             |
| Irlanda (IRMA)                    | 21             |
| Italia (FIMI)                     | 12             |
| México (Top 100)                  | 36             |
| Nueva Zelanda (Recorded Music NZ) | 10             |
| Noruega (VG-lista)                | 33             |
| Polonia (ZPAV)                    | 24             |
| Portugal (AFP)                    | 1              |
| España (PROMUSICAE)               | 33             |
| Suiza (Schweizer Hitparade)       | 35             |
| Reino Unido (UK Albums Chart)     | 47             |